# Джалка (село)
Джа́лка (чечен. Джалка) — село в Гудермесском районе Чеченской Республики. Административный центр Джалкинского сельского поселения.

## География
Село расположено на правом берегу реки Чёрная, в 5 км к юго-западу от районного центра — Гудермес и в 25 км к востоку от города Грозный.
Ближайшие населённые пункты: на юге — село Цоци-Юрт, на юго-западе — село Мескер-Юрт и город Аргун, на северо-западе — станица Ильиновская, на северо-востоке — город Гудермес и на юго-востоке — село Новый Энгеной.
Село Шовда, расположенное севернее, за железной дорогой, официально считается кварталом села Джалка.

## Инфраструктура
Газификация села выполнена полностью. Село обеспечено питьевой водой, центральная и восточная часть имеет трубопроводную систему водоснабжения, остальные кварталы имеют систему индивидуальных колодцев. Дороги асфальтированы на 70 процентов, новые кварталы имеют гравийное покрытие дорог.
Общественный транспорт курсирует по маршруту Джалка—Гудермес. В селе имеется ж/д станция, таксопарк.
Имеется 3 среднеобразовательные школы, 2 детских сада и библиотека, а также частные школы. Так же имеются аптеки, стоматологическая клиника и амбулатория.
В селе работают заводы мелкого производства бетонных и металлоизделий. Имеется несколько СТО, автомойки, магазины автозапчастей и др.

## Население
| 1990    | 2002  | 2010  | 2012  | 2013  | 2014  | 2015    |
| ------- | ----- | ----- | ----- | ----- | ----- | ------- |
| 3104    | ↗6292 | ↗7415 | ↗7725 | ↗7923 | ↗8068 | ↗8254   |
| 2016    | 2017  | 2018  | 2019  | 2020  | 2021  | 2023    |
| ↗8417   | ↗8519 | ↗8674 | ↗8837 | ↗8972 | ↗9999 | ↗10 082 |
| 2024    |       |       |       |       |       |         |
| ↗10 213 |       |       |       |       |       |         |

Национальный состав
По данным Всероссийской переписи населения 2010 года:
| № | Национальность | Численность, чел. | Доля    |
| - | -------------- | ----------------- | ------- |
| 1 | чеченцы        | 7408              | 99,90 % |
| 2 | другие         | 7                 | 0,10 %  |

## Тайпы
Айткхаллой, Аллерой, Беной, Гордалой, Гуной, Зандакой, Курчалой, Цонтарой, Чермой, Ширдий, Эрсеной, и др.

## Образование
- Джалкинская муниципальная средняя общеобразовательная школа № 1[22].
- Джалкинская муниципальная средняя общеобразовательная школа № 2[23].

## Религия
- 23 августа 2011 года в селении открыта соборная джума-мечеть им. Султана Делимханова

Так же в селение имеется две другие мечети и медресе.

## Известные жители
- Абдурахманов Дукуваха Баштаевич — Председатель Парламента Чеченской Республики с 2008 по 2015 года.
- Ахмадов Хусейн Сайдалиевич — Председатель Временного Высшего Совета Чечено-Ингушской АССР.

## Улицы
Улицы села Джалка:
| - 2-й Заправочный, - 3-й Заправочный, - 8 Марта, - 810 км, - А-К. Чапаева, - А. Б. Нобеля, - А. Бисултанова, - Адама Делимханова - Алибека Делимханова - Амхата Делимханова - А. Кадырова, - А. Пайзулаева, - А. Шахбулатова, - А. Шерипова, - Абасова, - Айдамирова, - Апрельский, - Аргунская, - Артезианская, - Артезианский, - Б. Беноевского, - Билимханова, - Блока, - Болотная, - Весенняя, | - Виноградная, - Висаитова, - Возрождение, - Вокзальная, - Восточная, - Гагарина, - Геремеева, - Грозненская, - Грозненский, - Грушевая, - Гудермесская, - Гудермесский, - Димаева, - Дружбы, - Железнодорожная, - Железнодорожный, - Заводская, - Западная, - Заправочная, - Заправочный, - Заречная, - Кавказская, - Калинина, - Кирова, - Комсомольская, | - Крайняя, - Курортная, - Л. Яшина, - Ленина, - Лермонтова, - Лесная, - Лесной, - М. Мамакаева, - М. Ломоносова, - Магистральная, - Магомедхаджиева, - Майский, - Маяковского, - Менделеева, - Мирная, - Мичурина, - Молодёжная, - Н. Хрущёва, - Новая, - Новосельская, - Новые Планы, - Нурадилова, - Огородная, - Озёрная, - Пушкина, | - Р. Абасова, - Р. Гануева, - Р. Делимханова, - Речная, - Розовая, - С. Жанаралиева, - Садовая, - Садовый, - Свободы, - Свободы 2-й, - Северная, - Советская, - Спортивная, - Спортивный, - Стадионная, - Степная, - С. Билимханова, - Сунженская, - Сунженский, - Терешковой, - Титова, - Транспортная, - Трёхтрубка, - Тупиковая 1-я, - Тупиковая 2-я, | - Тютчева, - Февральский, - Х. Ошаева, - Х. Дачиева, - Хататаева, - Цветочная, - Центральная, - Чернореченская, - Чернореченский, - Ш. Делимханова, - Ш. Эдисултанова, - Шалинская, - Шалинский, - Школьная, - Шовда, - Шоссейная, - Шоссейный, - Эдиева, - Эсембаева, - Южная, - Я. Матаева, - Январская. |

## Галерея

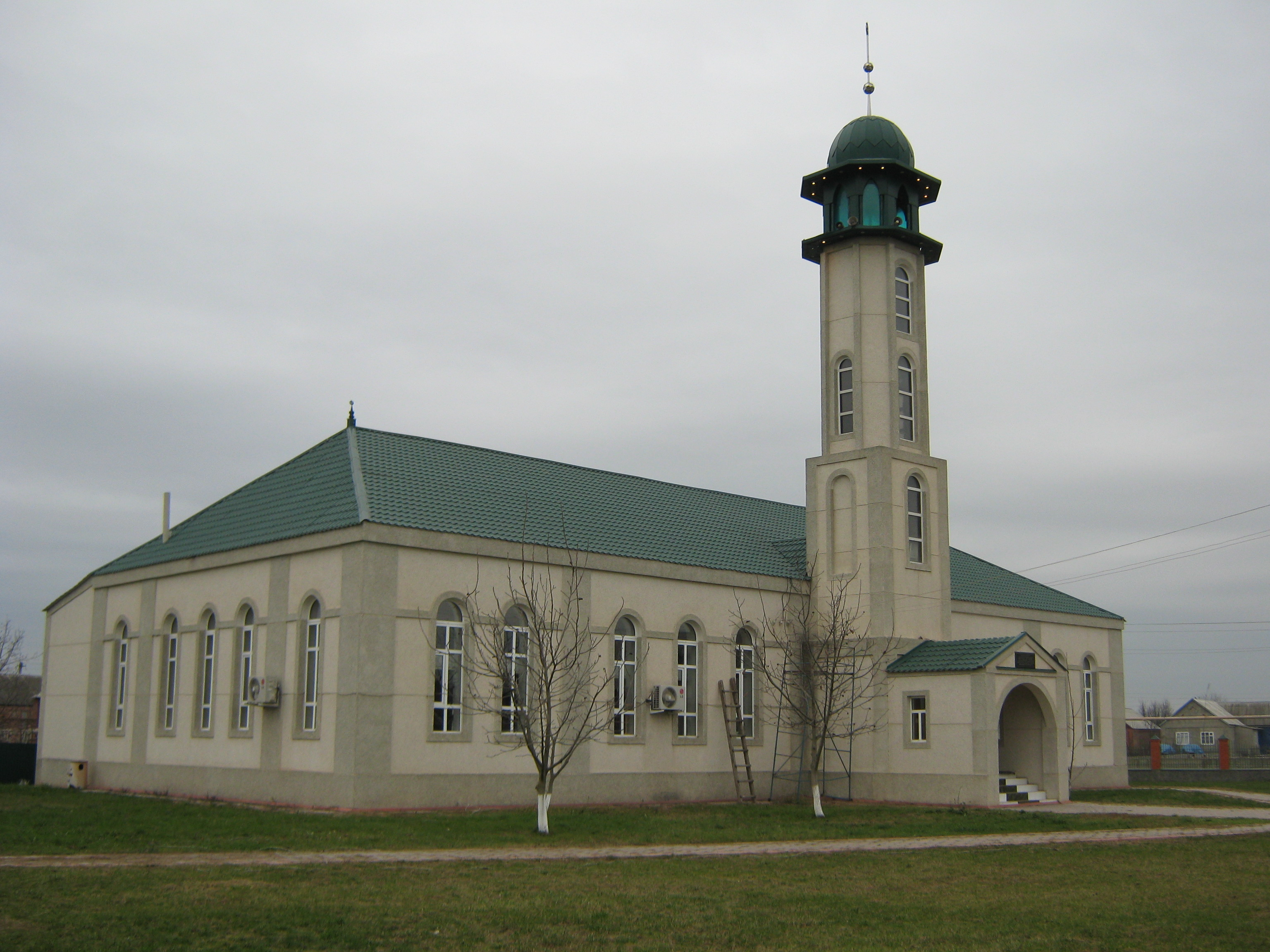
Мечеть в селе Джалка
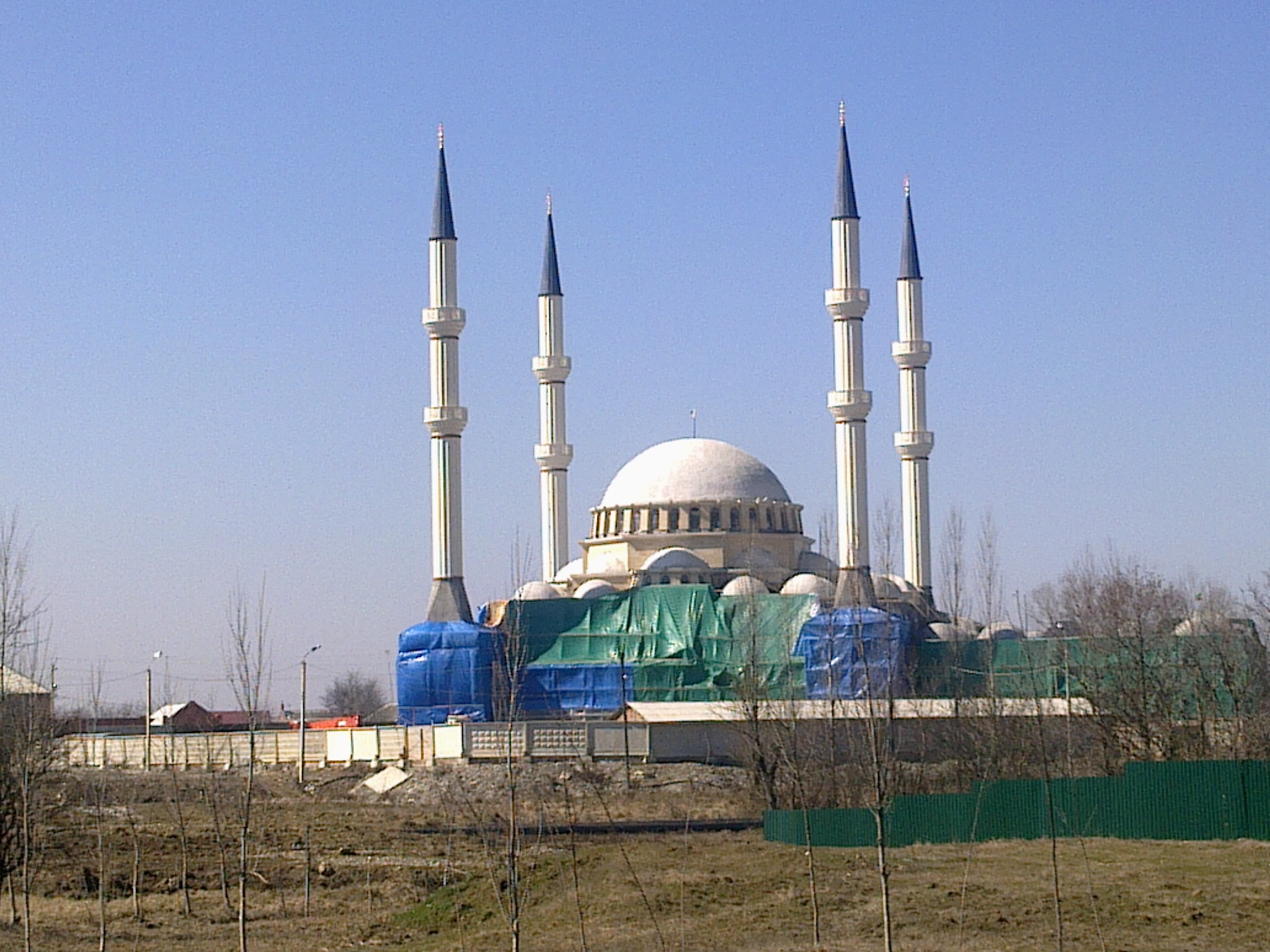
Центральная мечеть в селе Джалка (строительство)
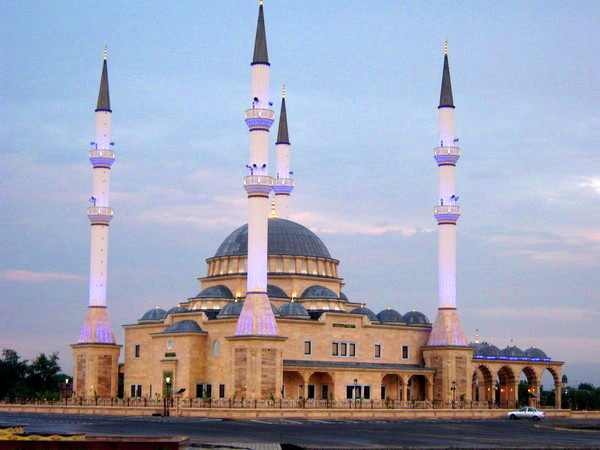
Центральная мечеть в селе Джалка
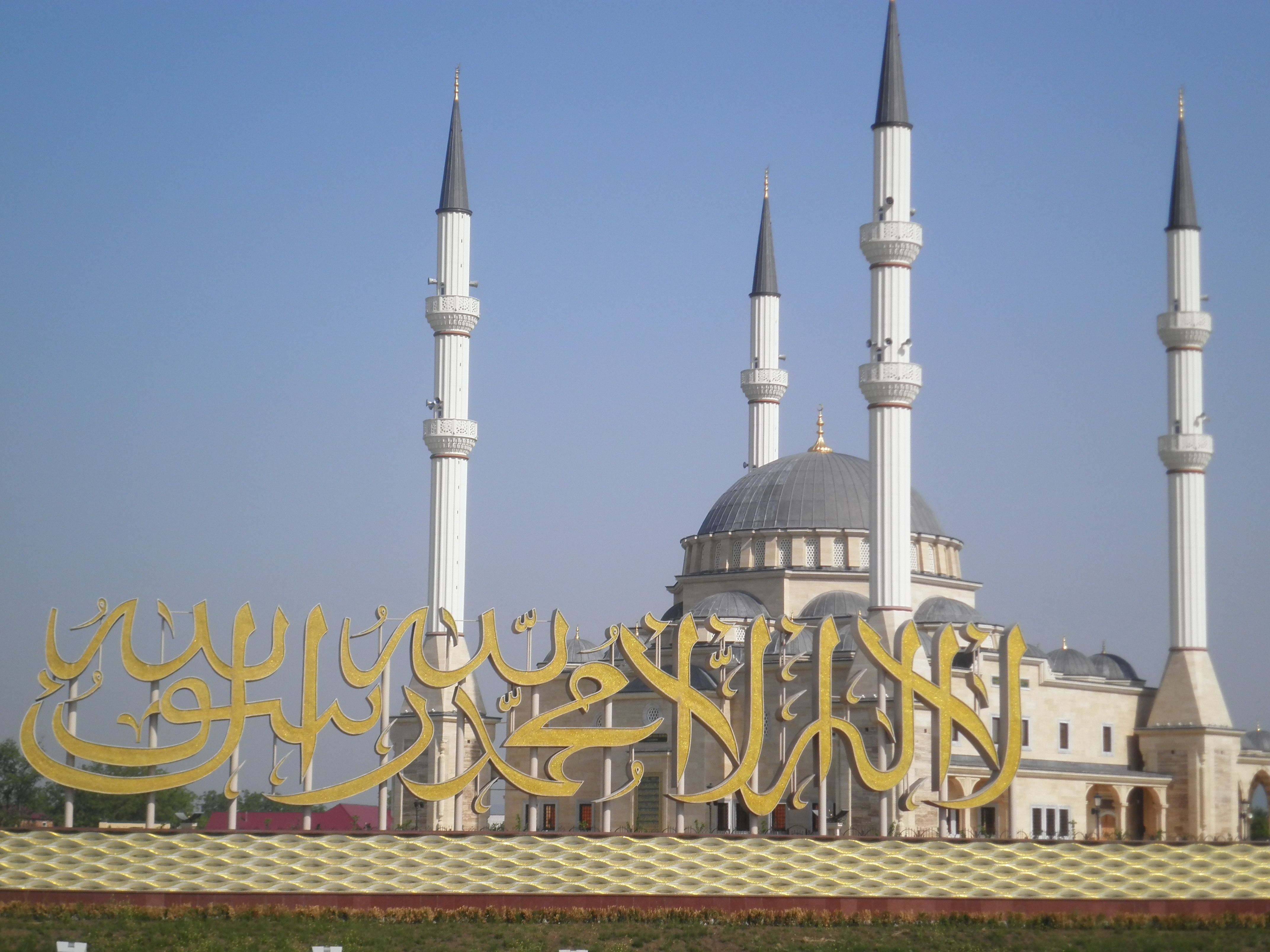
Мечеть
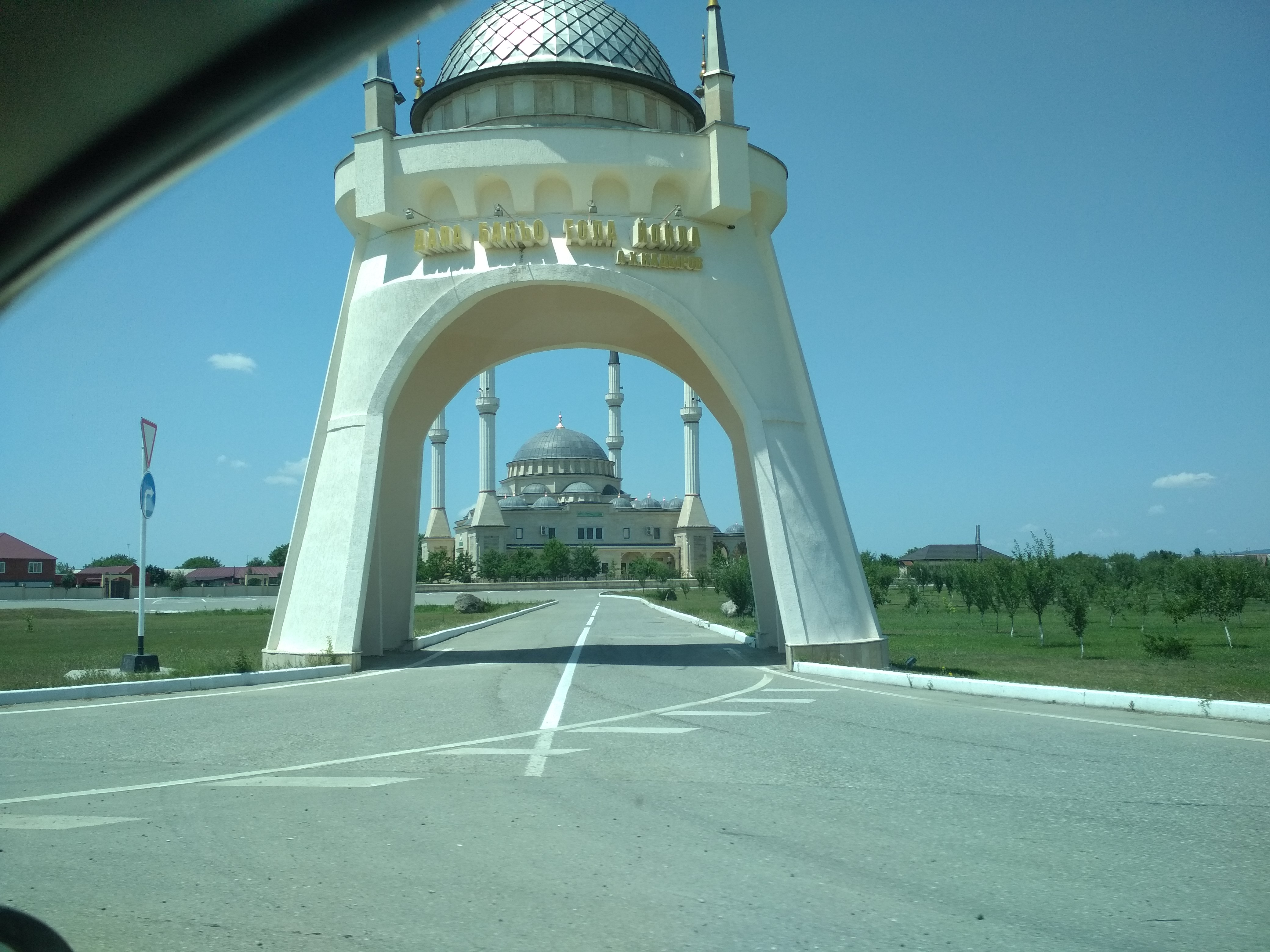
Джалкинская арка
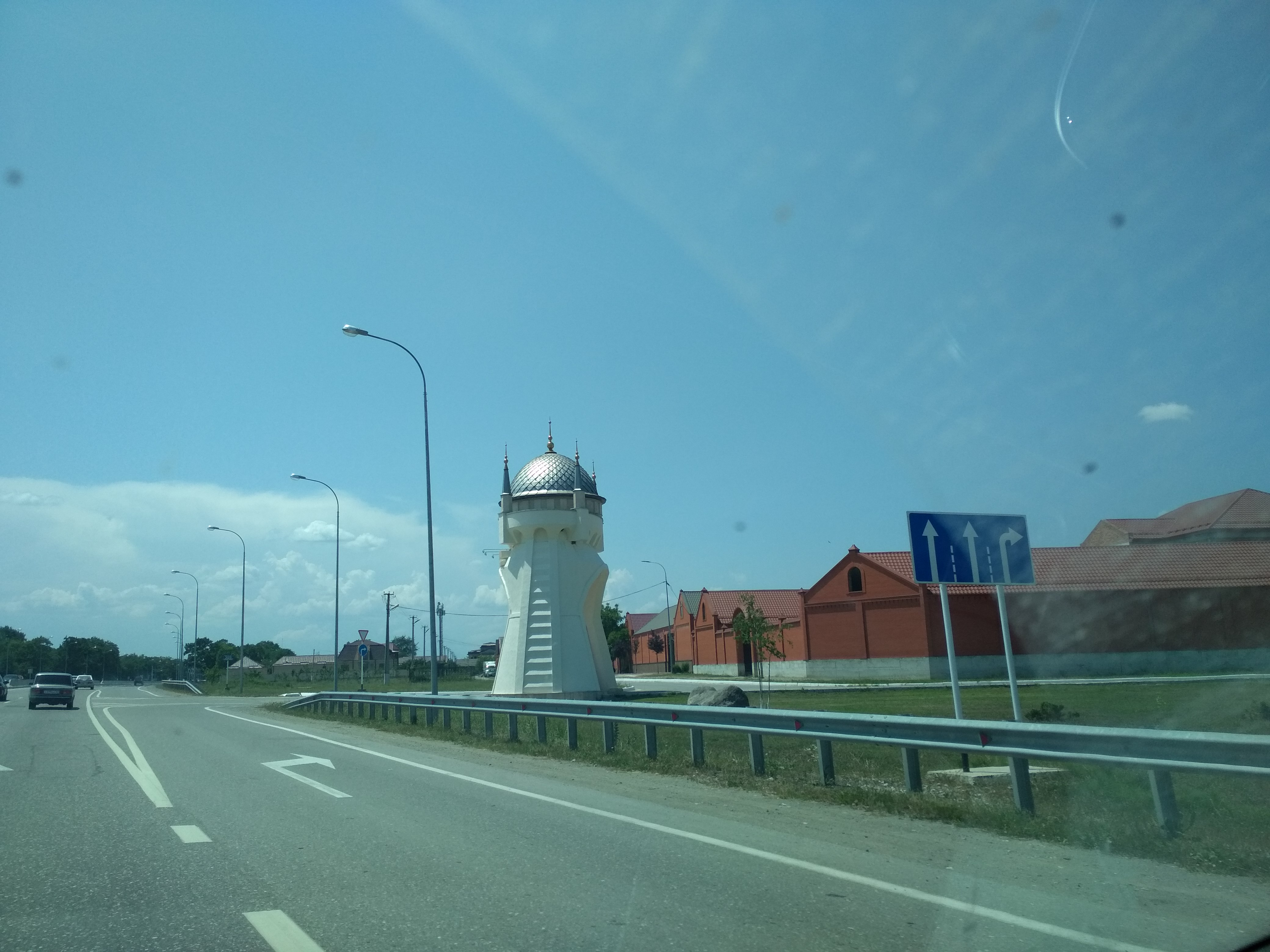
Вид Джалки